# Paulius Vazniokas
Paulius Vazniokas (* 1978 in Alytus) ist ein litauischer Manager.

## Leben
Nach dem Abitur  absolvierte Paulius Vazniokas von 1996 bis 2000  das Bachelorstudium (Business Administration and Management), von 2000  bis 2002 das Masterstudium (Finance and Banking) an der Fakultät für Business  and Management der Vytautas-Magnus-Universität Kaunas (VDU) und von 2002 bis 2006 Rechtswissenschaft (Fachrichtung Handelsrecht) an der Universität Vilnius. Von 2006 bis 2011 promovierte er an der VDU zum Thema Assessment of Corporate Governance Systemn of Listed Companies in the Baltic States.
Von 2000 bis 2002 war er Leiter von Commercial real estate department bei UAB "Ober Haus", von 
2002 bis 2004 Direktor und Real estate Projektmanager bei AB "Panevėžio keliai", von 
2004 bis Oktober 2007 CFO und Administrationsleiter bei UAB "Realtus". Seit 
Oktober 2007 ist er Direktor, Vorstandsmitglied bei UAB "Scaent Baltic" und Direktor für Wirtschaft bei AB "Inter RAO Lietuva", seit 2009 Vorstandsmitglied bei UAB FMĮ "Orion Securities".